# Kalawdhiya
Qalàwdhiya fou una antiga ciutat i fortalesa de Turquia, possiblement la Claudiòpolis de Plini, de situació desconeguda però al sud de Melitene i les gorges de l'Eufrates, entre les muntanyes orientals del Taure i el Khanzit. Fou una fortalesa de frontera entre àrabs i romans d'Orient. Al-Mansur (754-775) la va fer restaurar, però després va retornar a mans romanes d'Orient junt amb la regió de Melitene, al segle x amb el nom de Claudias. En aquest segle va esdevenir inútil militarment i al segle xi ja no s'esmenten ni la ciutat ni la fortalesa, però si la comarca de Claudias. Després del 1071 va passar als turcs.